# Plagiorhegma
Plagiorhegma é um género monótipo de plantas com flores pertencentes à família Berberidaceae. A sua única espécie é Plagiorhegma dubium.
A sua área de distribuição nativa vai do Extremo Oriente da Rússia à Coreia.